# Cicha Równia
Die Cicha Równia (deutsch: Theisenhübel) ist ein 1001 m hoher Berg im schlesischen Teil des Isergebirges in Polen. Die Cicha Równia ist einer der höchsten Berg des Isergebirges im Süden des Hohen Iserkamms in der Gemeinde Szklarska Poręba, unweit von dessen Stadtteil Jakuszyce.

## Beschreibung
Der Gipfel ist fast vollständig mit Nadelwald bewachsen. Seine Hänge fallen zum Neuweltpass und zur Iser herab. Westlich vom Gipfel befindet sich der gleich hohe Krogulec. Nebenbäche der Iser und des Kleinen Zackens entspringen an seinen Hängen. Über den Gipfel führt kein markierter Wanderweg.